# Български лекарски съюз
Българският лекарски съюз (БЛС) е монополно професионално сдружение на лекарите в България.

## История
Българският лекарски съюз е основан през 1901 г., като негов пръв председател става Димитър Моллов. След настъпване на комунистическото управление в България през 1947 г. е обединен от правителството с Профсъюза на медицинските работници. Възстановен е през 1990 г.

## Асоциирани членски организации
Асоцииран член на БЛС е Българската медицинска хомеопатична организация, която работи съвместно с Боарон.

## Личности
Председател на БЛС е бил и първият Министър на здравеопазването в първото правителство на Бойко Борисов Божидар Нанев.
Третият от министрите на здравеопазването в първото правителство на Бойко Борисов Стефан Константинов е бивш заместник-председател на Управителния съвет, а по-късно временно и председател на БЛС.
| |  |  |
| Изложение от Управителния съвет на Българския лекарски съюз до председателя на ХХV ОНС срещу законопроекта за защита на нацията, подписано от д-р Иван Койчев, председател на БЛС, и д-р Константин Куситасев, секретар, 5 ноември 1940 г. |  |  |